# Euclymene affinis
Euclymene affinis är en ringmaskart som först beskrevs av M. Sars in G.O. Sars 1872.  Euclymene affinis ingår i släktet Euclymene och familjen Maldanidae. Inga underarter finns listade i Catalogue of Life.